# Anders Fridén
Anders Fridén (Göteborg, 25. ožujka 1973.) je pjevač švedskih sastava In Flames i Passenger.

## Životopis

### Rana karijera
Fridén je bio prvi vokalist grupe Dark Tranquillity koju je napustio kako bi se pridružio grupi In Flames. Sasvim slučajno, Mikael Stanne je napustio In Flames i s ritam gitare prešao na mjesto vokala u Dark Tranquillity, te su njih dvojica u biti zamijenili mjesta. Anders je bio i vokalist sastava Ceremonial Oath s budućim članom In Flamesa Jesper Strömbladom.

### 1995.-danas
Fridén je počeo raditi u In Flames na njihovom albumu The Jester Race. Na Whoracle, Niklas Sundin (iz Dark Tranquillityja) je napisao tekst pjesama po Fridénovom predlošku. Na albumu Colony, Fridén je sam napisao tekstove iako je Sundin pomogao prevodivši tekstove sa Švedskog na Engleski. Njegovi tekstovi su "evoluirali" iz astrologije i fantasy-a, prema osobnijim temama poput depresije i unutrašnjih bitki.
Vokalist je sastava Passenger kao privremeni projekt, ali je izjavio kako nema vremena za Passenger, te je privremeno zautavio taj projekt.[nedostaje izvor]
Osim što je vokalist, Fridén je i producent. Najnoviji podhvat kao producentu je The Undying Darkness, album grupe Caliban.
Friden je sudjelovao kao vokalist na albumu The Phantom Novels grupe Grievance. Iako je ovaj album objavljen otprilike u isto vrijeme kao "Reroute to Remain", Anders koristi death growl stil pjevanja umjesto sadašnjeg stila koji koristi u In Flames.
Njegov vanjski izgled se drastično promijenio izlaskom Reroute to Remain. Njegovo prethodno čisto obrijano lice zamijenila je brada, a od njegove duge kose su napravljeni dreadlocksi. Stil pjevanja mu se također promijenio na posljednja tri albuma.

## Osobni život

### Obitelj
Fridén ima kćer po imenu Agnes s Helenom Lindsjö, svojom curom.  

### Hobi i interesi
Anders gleda puno DVD-a. Omiljeni citat mu je "The one with the most DVDs when you die, wins." ("Onaj koji umre s najviše DVD-a, pobjeđuje.")

## Diskografija
Dark Tranquillity
- Skydancer (1993.)

In Flames
- The Jester Race (1996.)
- Whoracle (1997.)
- Colony (1998.)
- Clayman (2000.)
- Reroute to Remain (2002.)
- Soundtrack to Your Escape (2004.)
- Come Clarity (2006.)
- A Sense of Purpose (2008.)
- Sounds of a Playground Fading (2011.)
- Siren Charms (2014.)
- Battles (2016.)
- I, the Mask (2019.)

## Vanjske poveznice
- In Flames
- Passenger  Arhivirana inačica izvorne stranice od 25. siječnja 2021. (Wayback Machine)